# Décembre 2009 en France
Chronologie de la France
- 2005
- 2006
- 2007
- 2008
- 2009
- 2010
- 2011
- 2012
- 2013

Janvier - Février - Mars - Avril - Mai - Juin - Juillet - Août - Septembre - Octobre - Novembre -  Décembre 2009
Janvier - Février - Mars - Avril - Mai - Juin - Juillet - Août - Septembre - Octobre - Novembre - Décembre 2010
2007 - 2008 - 2009 dans les DOM-TOM français - 2010 - 2011
2007 par pays en Europe - 2008 par pays en Europe - 2009 par pays en Europe - 2010 par pays en Europe - 2011 par pays en Europe 

## Chronologie

### Mardi1erdécembre 2009
Politique
- Le quatrième Traité sur l'Antarctique a été publié.

Affaires diverses
- Commémoration du 50e anniversaire de la rupture du barrage de Malpasset, à Fréjus.

Sport
- La joueuse de tennis Amélie Mauresmo met un terme à sa carrière.

### Lundi7 décembre 2009
Politique
- Le Conseil d'État censure la remise en question par La Poste des délégations de masse.

Sport
- Mateja Kežman désigné Ballon de plomb 2009.

### Mardi8 décembre 2009
Sport
- Le skieur français Jean-Baptiste Grange met un terme à sa saison à la suite d'une blessure aux ligaments croisés du genou contractée lors de la descente de Beaver Creek. Il ne pourra donc pas participer aux Jeux olympiques d'hiver de 2010 à Vancouver.

### Mercredi9 décembre 2009
Économie
- Hausse des taxes pour les transporteurs routiers.

Sport
- Christine Nesbitt remporte la médaille d'or du 1 000 mètres féminin, lors de la Coupe du Monde de patinage de vitesse à Calgary

### Dimanche13 décembre 2009
Sport
- Le cycliste français Stéphane Goubert prend part à la dernière épreuve de sa carrière entre Montpellier et le pic Saint-Loup.

### Lundi14 décembre 2009
Sport 
- Alain Perrin est limogé de son poste d'entraîneur de l'AS Saint-Étienne.

Culture
- Marion Cotillard est nommée aux Golden Globes pour son rôle dans Nine.

### Mardi22 décembre 2009
- Promulgation du Projet de loi de finances pour la sécurité sociale.
  - Dépenses estimées à 428,4 milliards d'euros.
  - Recettes estimées à 403,8 milliards d'euros.
  - Déficit de 24,6 milliards d'euros.
  - Dépenses maladie : 173,8 milliards d'euros.
  - Dépenses vieillesse : 187,9 milliards d'euros.
  - Dépenses famille : 59,7 milliards d'euros.
  - Dépenses AT-MP : 12,6 milliards d'euros.
- Le déficit budgétaire atteint 7,7 % du PIB, niveau historique depuis la guerre.

### Jeudi31 décembre 2009
- Le projet de loi de finances est définitivement voté par les 2 chambres du parlement.
- Le déficit atteint 8,5 % du PIB, soit 116 milliards d'euros.
- La suppression de la taxe professionnelle est définitivement adoptée, elle devra permettre d'augmenter la compétitivité des entreprises.
- Baisses d'impôts pour les individus les plus touchés par la crise.
- Incitations fiscales pour l'écologie (taxe carbone, prêt à taux zéro...).
- Baisse du PIB estimé à 2 %.
- Nouveaux transferts de compétences aux régions.
- Recettes estimées à 167,533 milliards d'euros.
- Dépenses estimées à 288,347 milliards d'euros.

## Décès
- 1er décembre
  - Décès de Robert Sinsoilliez, écrivain français.
  - Fait divers : fusillade à Saint-Jean-d'Angély : 1 mort et 5 blessés

- 8 décembre
  - Décès de Claude Vasconi, architecte français.

- 14 décembre
  - Décès de l'acteur Dominique Zardi.
  - Décès  de Jacques Friedmann